# Кузичкин, Владимир Анатольевич
Владимир Анатольевич Кузичкин (1947 г.р.) — офицер советского КГБ (ПГУ КГБ СССР), служивший в советском посольстве в Тегеране, и перебежавший в 1982 году в Турцию, а оттуда в Британию.

## Биография
С 1977 года работал в Тегеране. По одной из версий, в 1982 году он накануне приезда комиссии из Первого главного управления КГБ СССР не обнаружил в своём сейфе секретных документов, в связи с чем испугался и решил бежать, заполучив политическое убежище в Великобритании. Согласно сообщениям самого Кузичкина, в Иране была разгромлена партия «Туде», сотрудничавшая с КГБ.
Ещё находясь на службе в посольстве, был завербован МИ-6. Информация о советских агентах в Иране, которую он передал МИ-6, впоследствии была предоставлена этим агентством вместе с ЦРУ режиму Хомейни, который казнил многих агентов.
Али Агджа утверждал, что майор Кузичкин приказал ему убить Иоанна Павла II.
Заочно Кузичкин был приговорён к расстрелу. В 1986 году имела место неудачная попытка ликвидации Кузичкина, а его супруге, оставшейся в СССР, передали свидетельство о смерти мужа. Однако в 1988 году Кузичкин объявился, направив несколько писем с просьбой о помиловании: они поступали на имя Михаила Горбачёва, народных депутатов СССР и даже Бориса Ельцина. Все письма остались без ответа. По словам историка и писателя Михаила Ильинского, Кузичкин появлялся какое-то время в Риме и даже присутствовал на мессе Иоанна Павла II в соборе Святого Петра.